# Mark Blankfield
Mark Blankfield, né le 8 mai 1950 à Pasadena au Texas et mort le 20 mars 2024, est un acteur américain.

## Filmographie

### Cinéma
- 1981 : La Femme qui rétrécit : Rob
- 1982 : Jekyll and Hyde... Together Again : Jekyll and Hyde
- 1987 : The Under Achievers : Kline
- 1988 : Frankenstein General Hospital : Dr Bob Frankenstein
- 1988 : Angel III : The Final Chapter : Spanky
- 1993 : Sacré Robin des Bois : Blinkin
- 1995 : Dracula, mort et heureux de l'être : Martin
- 1996 : Les Griffes de la cigogne : Jim Price
- 2000 : Perfect Game : Coach Ron

### Télévision
- 1979 : Broadway on Showtime : Algy Longwort (1 épisode)
- 1980-1982 : Fridays : plusieurs personnages (54 épisodes)
- 1982 : Taxi : Zifka (1 épisode)
- 1983-1987 : Faerie Tale Theatre : Derrick Van Bummel, Edgar, le petit homme étrange, une fée et le narrateur (3 épisodes)
- 1984 : The Jerk, Too : Navin Johnson
- 1985 : The Midnight Hour : The Ghoul
- 1985 : New Love, American Style (1 épisode)
- 1986 : Histoires de l'autre monde : Tinker (1 épisode)
- 1986 : Tall Tales and Legends : Larry (1 épisode)
- 1987 : Tribunal de nuit : un magicien (1 épisode)
- 1987 : Rick Hunter : Simon Kruze (1 épisode)
- 1987 : Cagney et Lacey : Bernie (1 épisode)
- 1988 : The Cheech Show : Che Serra Serra
- 1987-1988 : Mr. Gun : Joey, Professeur Vronsky et Slag (3 épisodes)
- 1988 : Splash, Too : Dr Otto Benus
- 1988 : Charles s'en charge : Eddie Drummond et Louis Brenner (1 épisode)
- 1989 : The Road Raiders : Schizoid
- 1989 : The Nutt House : Freddy (10 épisodes)
- 1989 : Dad's a Dog : Gasman
- 1990 : Jury Duty : The Comedy : Ted Watkins
- 1990 : Alf : Eric Sr. (1 épisode)
- 1990 : It's Garry Shandling's Show. : le fantôme du studio (1 épisode)
- 1990 : Disney Parade : le scénariste (1 épisode)
- 1990 : Corky, un adolescent pas comme les autres : Charlie Hanes (1 épisode)
- 1991 : What a Dummy : Bob (1 épisode)
- 1991 : Good & Evil : George (6 épisodes)
- 1990-1991 : Sauvés par le gong : La Nouvelle Classe : James (2 épisodes)
- 1992 : Marshall et Simon : Jose Schaefer (1 épisode)
- 1992 : Docteur Doogie : Dr Keith Morse (1 épisode)
- 1992 : Business Woman
- 1992 : Great Scott! : le gars du lapin (1 épisode)
- 1993-1994 : Sauvés par le gong : La Nouvelle Classe : James (2 épisodes)
- 1994 : The John Larroquette Show : Pfaff (1 épisode)
- 1994 : Getting By : Patrick Ives (1 épisode)
- 1995 : Double Rush : Jimmy Ray (1 épisode)
- 1995 : Favorite Deadly Sins : Sheik Abdul Achmed
- 1995 : Waikiki Ouest (1 épisode)
- 1996 : Coach : Goldberg (1 épisode)
- 1997 : High Incident (1 épisode)
- 1994-1997 : Cooper et nous : M. Rose et M. Mercer (2 épisodes)
- 1998 : Night Man : Angel (1 épisode)
- 1998 : Walker, Texas Ranger : Corey Mimms (1 épisode)
- 1999 : The Jamie Foxx Show : Vladimir (1 épisode)
- 1999 : 2267, ultime croisade : Jenson (1 épisode)
- 1999 : Sabrina, l'apprentie sorcière : Barbe-Noire (2 épisodes)
- 2003 : Arrested Development : Dr. Miller (1 épisode)